# Cray MTA-2
Il Cray MTA-2 era un supercomputer a memoria condivisa di tipo MIMD prodotto dalla Cray Inc. Il progetto inusuale si deve alla Tera Computer Company. Il progetto originale della Tera Computer (conosciuto come MTA) risultava quasi infabbricabile per via dell'eccessiva integrazione richiesta per la tecnologia dell'epoca. L'MTA-2 cercava di correggere questo difetto mantenendo comunque la stessa architettura. Tera Computer Company comprò da Silicon Graphics quello che rimaneva del settore ricerca di Cray Research nel 2000 e cambiò il proprio nome in Cray Inc.
L'MTA-2 non fu un successo commerciale: solo un sistema intermedio venne venduto agli United States Naval Research Laboratory nel 2002.
I computer MTa furono pionieri in molte tecnologie utilizzate dei successivi prodotti Cray Inc:
- Un semplice modello di programmazione whole-machine.
- Gestione hardware del multithreading.
- Parallelizzazione automatica
- Sincronizzazione tra i thread a bassa latenza